# دینگالان
دینگالان، رسماً شهرداری دینگالان (تاگالوگ: Bayan ng Dingalan ; ایلوکویی: Ili ti Dingalan)، یک شهرداری درجه ۳ در استان آرورا، فیلیپین است. بر اساس سرشماری سال ۲۰۲۰، جمعیت آن ۲۷۸۷۸ نفر است. دینگالان غارهای متعددی دارد که غارهای لامائو شناخته شده‌ترین آنها هستند. خط ساحلی ناهموار و امواج بسیار بلند دینگالان آن را برای موج سواران جذاب کرده‌است.